# آیریش تایمز
آیریش تایمز (به انگلیسی: The Irish Times) یک روزنامه کثیرالانتشار در ایرلند است که برای اولین بار در سال ۱۸۵۹ منتشر شد. این روزنامه ۴۲۰ کارمند دارد و همه روزه به جز یک‌شنبه‌ها چاپ می‌شود.